# Las Arenas (Argentina)
Las Arenas es una localidad argentina ubicada, ubicada en el departamento General Taboada de la Provincia de Santiago del Estero. Depende administrativamente de la comisión municipal de Cuatro Bocas. Se encuentra en el límite con la Provincia de Santa Fe.
Cuenta con una escuela de bochas. Por la localidad pasa un canal que tras recorrer 55 km deriva el agua de la zona en la Cañada de las Víboras, en la vecina Santa Fe.
La zona es agrícola y ganadera, contando con áreas medanosas.